# Coptoeme
Coptoeme is een kevergeslacht uit de familie van de boktorren (Cerambycidae). De wetenschappelijke naam van het geslacht werd voor het eerst geldig gepubliceerd in 1904 door Aurivillius.

## Soorten
Coptoeme omvat de volgende soorten:
- Coptoeme aenea Fuchs, 1971
- Coptoeme depressa (Klug, 1835)
- Coptoeme krantzi (Distant, 1898)
- Coptoeme ndzidense Lepesme, 1956
- Coptoeme nigrotibialis Aurivillius, 1927
- Coptoeme pallidum Lepesme, 1956
- Coptoeme rotundicollis Duffy, 1955
- Coptoeme rufolimbata (Villiers, 1972)
- Coptoeme schedli Tippmann, 1956
- Coptoeme triguttata Aurivillius, 1904
- Coptoeme variabilis Hintz, 1919